# KJ Williams
Kamarion "KJ" Williams (Cleveland, Misisipi; 3 de septiembre de 1999) es un baloncestista estadounidense que pertenece a la plantilla de los Oklahoma City Blue de la G League. Con 2,08 metros de estatura, juega en la posición de ala-pívot.

## Trayectoria deportiva

### Universidad
Jugó cinco temporadas con los Racers de la Universidad Estatal de Murray, en las que promedió 13,4 puntos, 7,2 rebotes y 1,0 robos de balón por partido.  En sus tres últimas temporadas fue incluido en el mejor quinteto de la Ohio Valley Conference, y en 2022 fue elegido además Jugador del Año de la OVC.
El 24 de marzo de 2022 se declaró elegible para el draft de la NBA de 2022 manteniendo su elegibilidad universitaria y entró posteriormente al portal de transferencias. El 5 de mayo de 2022 fue transferido a LSU para su última temporada de elegibilidad, siguiendo al entrenador Matt McMahon de Murray State. Acabó la temporada promediando 17,7 puntos y 7,7 rebotes por partido, siendo incluido por los entrenadores y por Associated Press en el segundo mejor quinteto de la Southeastern Conference.

#### Estadísticas
| Año     | Equipo       | PJ  | PT  | MPP  | %TC  | %3P  | %TL  | RPP | APP | ROB | TPP | PPP  |
| ------- | ------------ | --- | --- | ---- | ---- | ---- | ---- | --- | --- | --- | --- | ---- |
| 2018–19 | Murray State | 32  | 22  | 18.2 | .698 | .200 | .526 | 4.7 | .5  | .6  | .6  | 7.6  |
| 2019–20 | Murray State | 32  | 8   | 23.4 | .544 | .360 | .670 | 7.3 | 1.0 | 1.1 | .7  | 12.7 |
| 2020–21 | Murray State | 26  | 26  | 28.7 | .567 | .413 | .667 | 8.5 | 1.0 | 1.0 | .6  | 15.6 |
| 2021–22 | Murray State | 34  | 34  | 29.0 | .538 | .327 | .699 | 8.4 | .7  | 1.4 | .6  | 18.0 |
| 2022–23 | LSU          | 33  | 33  | 32.8 | .490 | .411 | .785 | 7.7 | .9  | 1.2 | .8  | 17.7 |
| Total   | Total        | 157 | 123 | 26.4 | .547 | .376 | .695 | 7.3 | .8  | 1.1 | .6  | 14.3 |

### Profesional
Tras no ser elegido en el Draft de la NBA de 2023, se unió a los Oklahoma City Thunder para la NBA Summer League, y el 18 de octubre firmó contrato con ellos. Sin embargo, fue despedido al día siguiente, y el 31 de octubre se unió a su filial en la G League, los Oklahoma City Blue.